# Jasin Assehnoun
Jasin-Amin Assehnoun (* 26. Dezember 1998 in Tampere) ist ein finnisch-marokkanischer Fußballspieler, der beim niederländischen Erstligisten FC Emmen unter Vertrag steht. Der linke Flügelspieler ist seit Mai 2021 finnischer Nationalspieler.

## Karriere

### Verein
Assehnoun wurde in Tampere als Sohn einer Finnin und eines Marokkaners geboren. Er besitzt die Staatsbürgerschaften beider Länder, verbrachte aber seine gesamte Jugend in Finnland. Dort setzte er seine ersten fußballerischen Schritte in den Jugendmannschaften von Pitäjänmäen Tarmo, dem HJK Helsinki, Pallokerho-35 und dem FC Espoo. Bei letzterem spielte er ab dem Spieljahr 2017 erstmals im Herrenbereich in der dritthöchsten finnischen Spielklasse. In der Hinrunde der nächsten Saison machte der Offensivspieler mit guten Leistungen auf sich aufmerksam. Nach 13 Spieltagen stand er bei acht Treffern und führte damit die Torschützenliste der Gruppe B in der Kakkonen an.
Am 26. Juli 2018 sicherte sich der Erstligist FC Lahti die Dienste von Jasin Assehnoun. Dort gelang Assehnoun in der verbleibenden Saison 2018 in zehn Ligaeinsätzen keine Torbeteiligung. Am ersten Spieltag der nächsten Spielzeit 2019 erzielte er sein erstes Tor in der Veikkausliiga. Beim 3:3-Unentschieden gegen den Kuopion PS gelang ihm der zwischenzeitliche Anschlusstreffer zum 2:3. In 27 Ligaeinsätzen sammelte er in diesem Spieljahr drei Tore und sechs Vorlagen. Seine Torausbeute konnte er in der folgenden Saison 2020 mit neun Torerfolgen in 22 Ligaspielen deutlich steigern.
Am 14. Juli 2021 wechselte Assehnoun in die Niederlande zum Eredivisie-Absteiger FC Emmen. Dort wurde er Stammspieler und trug mit sieben Toren und neun Torvorlagen bei 36 Einsätzen zur Zweitligameisterschaft und dem direkten Wiederaufstieg des Vereins bei.

### Nationalmannschaft
Für die finnische U21-Nationalmannschaft absolvierte Assehnoun zwischen März 2019 und November 2020 13 Länderspiele, in denen ihm zwei Tore gelangen.
Am 29. Mai 2021 debütierte Assehnoun bei einer 0:2-Testspieniederlage gegen Schweden für die finnische A-Nationalmannschaft, als er zur zweiten Halbzeit eingewechselt wurde. Für die anschließende Europameisterschaft 2021 wurde er nicht berücksichtigt. Nach der Europameisterschaft kam er im September 2021 in einem Freundschaftsspiel gegen Wales zu einem zweiten Einsatz, ebenfalls nach Einwechslung zur zweiten Halbzeit.